# Alfred Garcement

Alfred Garcement est un peintre français, né le 30 octobre 1842 à Varzy (Nièvre) et mort dans cette même ville le 18 novembre 1927.

## Biographie
Alfred Garcement naît à Varzy, en 1842, dans une famille modeste.
Jeune homme, il fait une rencontre décisive en la personne de Philippe Peyrane (1780-1865), peintre d’histoire, dont il va fréquenter l’atelier pendant au moins deux ans.
En 1863, il participe à une première exposition de groupe à Nevers. Il y expose en compagnie d’Hector Hanoteau, dont il est l'un des élèves. Le Conseil général de la Nièvre, à la suite de cette exposition, lui accorde une bourse pour aller suivre les cours de l’École des beaux-arts, à Paris. Il y fait son entrée au début de 1864, dans l’atelier d’Isidore Pils, peintre spécialisé dans les sujets militaires.
En 1868, il participe pour la première fois au Salon de peinture et de sculpture.

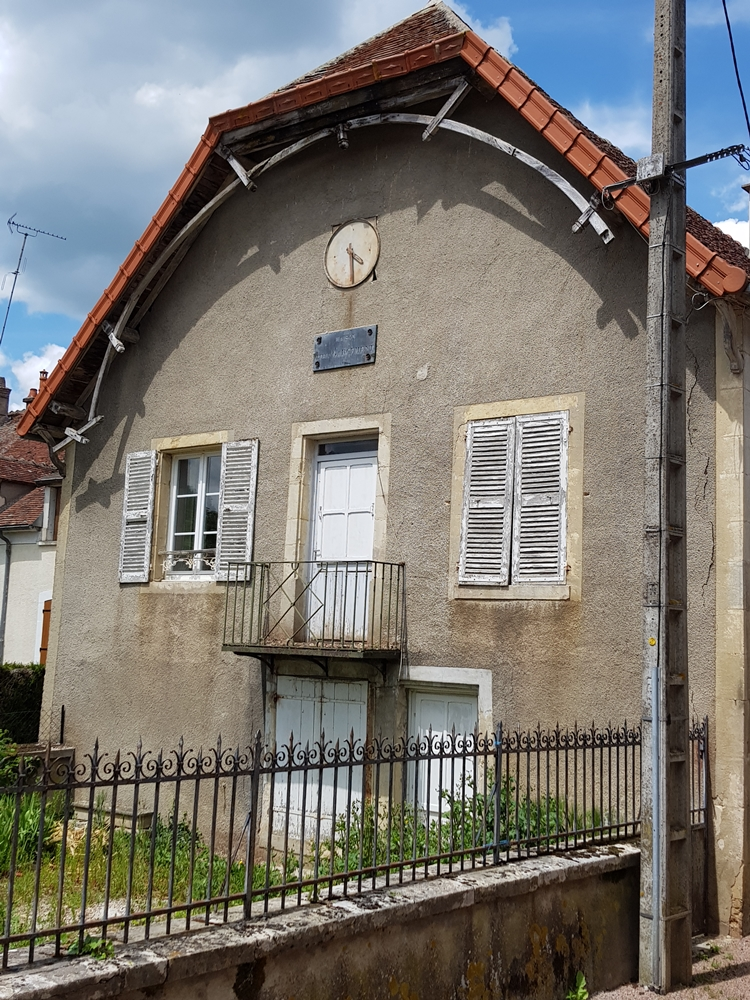
La maison d’Alfred Garcement à Varzy.

En 1871, il revient dans la Nièvre, en raison des événements (guerre franco-allemande de 1870, Commune de Paris), mais continue à exercer la profession d’artiste peintre.
Dès lors, il fait néanmoins de fréquents séjours à Paris, où il participe au Salon de peinture et de sculpture à 35 reprises.
Tout au long de ces années, il entretient une correspondance suivie avec le poète nivernais Achille Millien, qui l’accueille régulièrement chez lui, à Beaumont-la-Ferrière.
Il meurt le 18 novembre 1927 dans sa maison de Varzy. Lors de ses funérailles, c’est Guy Lussier, maire de Varzy, conservateur du musée, qui prononce son éloge funèbre.

## Postérité
Deux rues portent son nom, l’une à Varzy, sa commune de naissance, l’autre à Nevers.

## Galerie

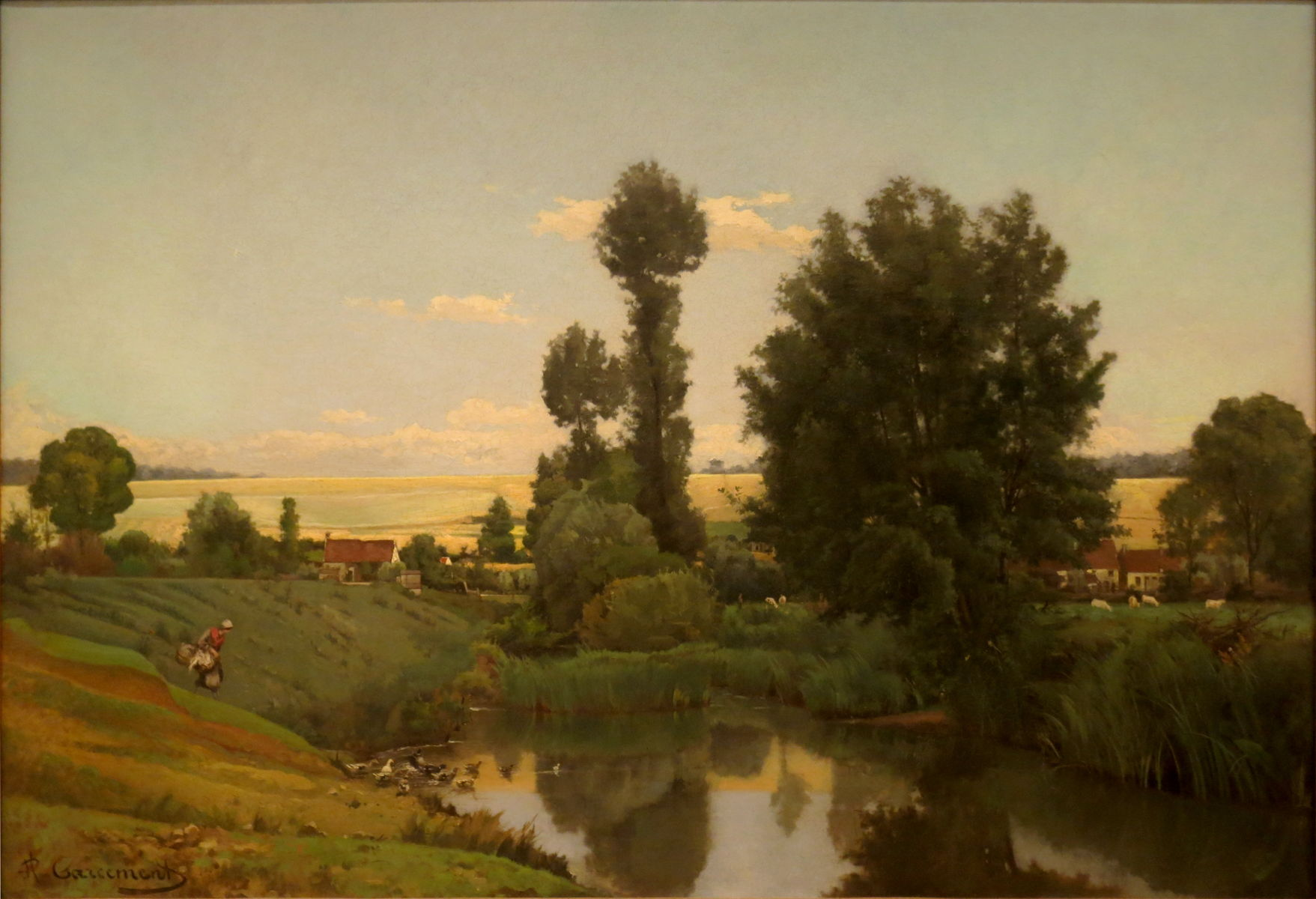
Une mare en Nivernais[9].

## Collections publiques
- Musée Auguste-Grasset, Varzy
- Musée d'Art et d'Histoire Romain Rolland, Clamecy : Le pertuis de La Forêt, près de Clamecy, huile sur toile, 47,5 × 82,4 cm[10]
- Musée de la Faïence et des Beaux-Arts, Nevers : Matinée d'hiver, huile sur toile, 113,5 × 162 cm[11]